# Ярослав Ярославич
Яросла́в Яросла́вич (в крещении — Афанасий; 1230 — 16 сентября 1271) — сын Ярослава Всеволодовича, первый князь тверской (1247 или 1252—1271), возможно, князь переяславский (1247—1252), князь Ладоги (1254), князь псковский (1254—1255), князь новгородский (1255, 27 января 1265—1267), князь владимирский (1263 или 1264 — 16 сентября 1271) и великий князь киевский (1263 — 16 сентября 1271). Младший брат Александра Невского.
В 1262 году Ярослав руководил военным походом против Ливонского ордена. В 1267 и 1268—1269 годах отправил вспомогательные войска в военные походы на Раковор (ныне — Раквере) и Ревель (ныне — Таллин) соответственно. Также Ярослав способствовал образованию Тверской епархии.

## Биография
Ярослав Ярославич родился в 1230 году в семье Ярослава Всеволодовича и Феодосии Мстиславны. По мнению многих источников, Тверское княжество перешло Ярославу по наследству в 1247 году. Однако, по мнению исследователя В. А. Кучкина, Тверское княжество перешло брату Ярослава — Александру Невскому, а самому Ярославу досталось Переяславль-Залесское княжество, которое он согласился обменять на Тверское в 1252 году.
В 1252 году Ярослав перешёл на сторону своего брата князя владимирского Андрея Ярославича в борьбе против Золотой Орды, однако в том же году в Переяславле (ныне — Переславль-Залесский) он был разбит Неврюевой ратью. Ордынцы убили его жену и забрали в плен детей.
В январе 1254 года Ярослав сбежал от Орды в Ладогу (ныне — Старая Ладога), где стал князем, но вскоре перешёл на княжение в Пскове. В 1255 году был вызван на княжение в Новгороде, однако вскоре после своей инаугурации покинул город в связи с наступлением своего брата Александра на Новгородскую республику. В 1257 году после примирения с братьями Ярослав, Александр и Андрей отправились в Орду, откуда Ярослав смог вернуть назад своих детей.
В 1262 году Ярослав руководил военным походом против Ливонского ордена. Вместе с ним в походе приняли участие Дмитрий Александрович, Константин Ростиславич и Товтивил. В результате похода был захвачен город Дорпат (ныне — Тарту). Согласно Густынской летописи XVII века, в 1263 году Ярослав стал великим князем киевским, однако, по мнению исследователя А. А. Горского, эта летопись является ненадёжным источником.
В 1263 либо 1264 году после смерти Александра хан Орды Берке назначил Ярослава князем владимирским. В этот же период времени Ярослав способствовал образованию Тверской епархии и взял под опеку двухлетнего сына Александра — Даниила, который, вероятно, был назначен князем московским.
Ярослав 27 января 1265 года вновь стал князем новгородским. В том же году он женился на Ксении Юрьевне, дочери новгородского боярина Юрия Михайловича. Также в этот период времени он назначил своего сына Святослава князем псковским. Зимой 1265—1266 годов Ярослав помешал новгородцам убить принятых Святославом 300 литовцев, которые бежали в Псков из-за междоусобиц в Великом княжестве Литовском. В 1266 году псковичи изгнали Святослава и назначили своим князем Довмонта. С этой целью Ярослав планировал военный поход на город, однако новгородцы отказали ему в помощи.
В 1267 году Ярослав покинул Новгород, передав управление городом племяннику Юрию Андреевичу. В 1268 году Ярослав отправил войско со своими сыновьями Михаилом и Святославом на помощь новгородцам в военном походе на Раковор, закончившийся победой новгородцев в Раковорской битве. Зимой 1268—1269 года он отправил войско в поход на Ревель, Ливонский орден, закончившийся подписанием мирного договора в 1269 году.
В 1270 году новгородцы изгнали Ярослава из Новгорода по причине, как об этом говорится в «Энциклопедическом словаре Брокгауза и Ефрона», «самовластного образа действий». Вознамерившись усмирить новгородцев, Ярослав замыслил военный поход на Новгород и обратился за помощью к своему сюзерену ордынскому хану Менгу-Тимуру, обвинив новгородцев в отказе выплаты дани. В собранное Ярославом войско также вошли дружины Дмитрия и Глеба Ростиславовича. Новгородскими силами командовал брат Ярослава Василий. Войска двух сторон простояли неделю у города Русы (ныне — Старая Русса), после чего Ярослав заключил с Новгородом мир.
Зимой 1270—1271 годов Ярослав вместе с Василием и Дмитрием Александровичем отправился в Орду. Во время возвращения домой, 16 сентября 1271 года, он скончался. Его тело было похоронено в Твери в храме Космы и Дамиана.

## Семья
Ярослав Ярославич был сыном Ярослава Всеволодовича и Феодосии Мстиславны. Его братьями были Александр Невский, Андрей, Михаил Хоробрит и Василий.
Первой женой Ярослава Ярославича была неизвестная женщина, от которой у него родились сыновья Святослав и Михаил. Второй брак Ярослава состоялся в 1265 году с Ксенией Юрьевной, дочерью новгородского боярина Юрия Михайловича. Ксения родила неизвестную дочь, затем Софью и в 1271 году, незадолго до смерти мужа, — Михаила.

## Галерея
- Изображение похода на Дорпат из Лицевого летописного свода
- Изображение Ярослава, пребывающего на княжение в Новгород, из Лицевого летописного свода
- Договорная грамота между Ярославом и Новгородом 1265 года из «Великокняжеской, царской и императорской охоты на Руси»
- Договорная грамота между Ярославом и Новгородом 1270 года из «Великокняжеской, царской и императорской охоты на Руси»
- Изображение Ярослава Ярославича из History of Russia, from the foundation of the monarchy by Rurik, to the accession of Catharine the Second Уильяма Тука
- Ярослав Ярославич на рисунке В. П. Верещагина
- Рисунок «Великий Князь Ярослав Ярославич в Новгороде» Б. А. Чорикова